# Obserwatorium Brorfelde

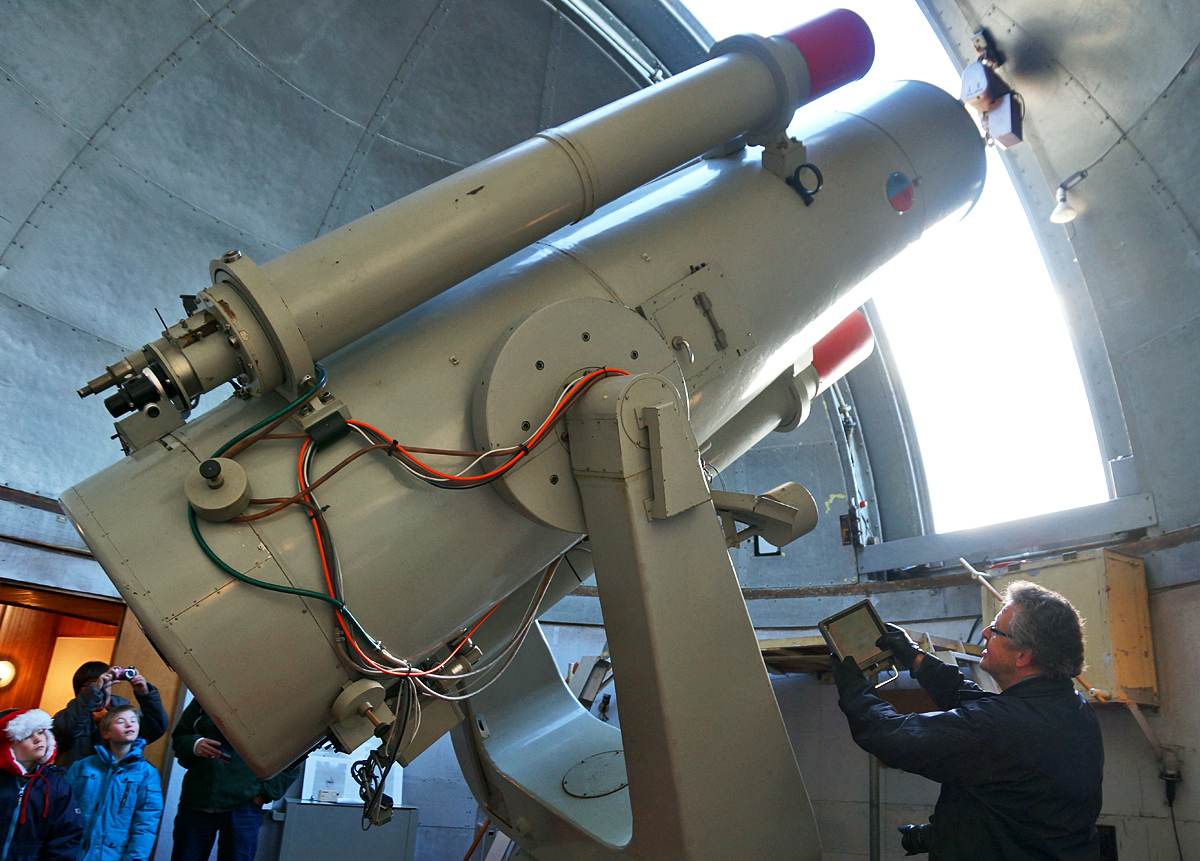
Teleskop Schmidta w Brorfelde

Obserwatorium Brorfelde (duń. Brorfelde Observatoriet) – duńskie obserwatorium astronomiczne położone na wyspie Zelandia w miejscowości Brorfelde, około 10 km na południe od miasta Holbæk. W latach 1953–1996 stanowiło oddział Uniwersytetu Kopenhaskiego i było największym duńskim obserwatorium astronomicznym. Obecnie jest własnością gminy Holbæk i pełni funkcję edukacyjną jako centrum nauki.
Zgodnie z nomenklaturą Międzynarodowej Unii Astronomicznej obserwatorium to otrzymało kod 054.

## Historia obserwatorium
W latach 40. XX wieku Bengt Strömgren, dyrektor należącego do Uniwersytetu Kopenhaskiego Obserwatorium Østervold w Kopenhadze, podjął decyzję o budowie nowego obserwatorium, gdyż wartościowe obserwacje ze starego obserwatorium były już od dawna niemożliwe z powodu zanieczyszczenia świetlnego, pyłu i wibracji. Po przeprowadzeniu testów obserwacyjnych na miejsce budowy wybrano niewielką wioskę Brorfelde, położoną około 50 km na zachód od Kopenhagi. W 1947 roku uniwersytet zakupił 39-hektarową działkę usytuowaną na wzgórzu o wysokości 90 m n.p.m. i budowa mogła się rozpocząć. Pierwsze budynki obserwatorium zostały oddane do użytku w 1953 roku. Pierwszym instrumentem astronomicznym był, ufundowany przez Fundację Carlsberga, Carlsberski Teleskop Południkowy, pełniący funkcję koła południkowego, który był wówczas najdokładniejszym instrumentem tego typu na świecie. Rozbudowa obserwatorium trwała aż do 1964 roku, a oprócz teleskopów i ich kopuł w jego skład ostatecznie weszły: budynek główny z biurami i warsztatami elektryczno-optycznymi, duży warsztat mechaniczny oraz pięć domów mieszkalnych.
Obserwatorium było wykorzystywane przede wszystkim do pomiarów astrometrycznych gwiazd oraz planetoid. W latach 80. odkryto tu około 100 planetoid, prawie wszystkie z nich odkrył Poul Jensen, niekiedy przy współudziale Karla Augustesena i Hansa Jørna Fogh Olsena. Pierwsza z odkrytych planetoid otrzymała nazwę (3309) Brorfelde na cześć obserwatorium, z okazji 40. rocznicy jego powołania.
W połowie lat 90. w obserwatorium działały cztery teleskopy:
- teleskop Schmidta zainstalowany w 1966 roku. Pierwsze jego zwierciadło miało średnicę 0,75 m, jednak sprawiało kłopoty i w pierwszej połowie lat 70. wymieniono je na lepsze o średnicy 0,77 m[11].
- dwa teleskopy Cassegraina o średnicy zwierciadeł 0,40 i 0,25 m
- stary teleskop południkowy. Zastąpił on Carlsberski Teleskop Południkowy przeniesiony w 1983 do obserwatorium na wyspie La Palma.

1 stycznia 1996 roku Uniwersytet Kopenhaski zlikwidował swój oddział w Brorfelde, a personel naukowy i techniczny został przeniesiony do  Rockefeller Complekset w Kopenhadze. Właścicielem obserwatorium pozostał uniwersytet, zaś jego użytkownikami byli odtąd studenci oraz dwa amatorskie stowarzyszenia astronomiczne. W 2009 roku obserwatorium przejęła państwowa firma Freja Ejendomme i wystawiła je na sprzedaż.

## Współcześnie
W 2013 roku obserwatorium nabyła gmina Holbæk. W latach 2015–2016 przeszło ono gruntowną renowację, modernizację i przystosowano je do nowych zadań – pełni ono teraz funkcję publicznego centrum nauki – urządzono tu wystawy, prowadzone są wykłady z astronomii i innych dziedzin nauki, organizowane są warsztaty naukowe, nocne obserwacje nieba itp. Obserwatorium jest udostępnione odpłatnie dla zwiedzających w soboty i niedziele.